# Epiplema truncataria
Epiplema truncataria är en fjärilsart som beskrevs av Walker 1861. Epiplema truncataria ingår i släktet Epiplema och familjen Uraniidae. Inga underarter finns listade i Catalogue of Life.